# ポッツオーロ・デル・フリウーリ
ポッツオーロ・デル・フリウーリ（伊: Pozzuolo del Friuli）は、イタリア共和国フリウリ＝ヴェネツィア・ジュリア州ウーディネ県にある、人口約6,900人の基礎自治体（コムーネ）。

## 名称
標準イタリア語以外では以下の名称を持つ。
- フリウリ語: Puçui

## 地理

### 位置・広がり

#### 隣接コムーネ
隣接するコムーネは以下の通り。
- バジリアーノ
- カンポフォルミド
- レスティッツァ
- モルテリアーノ
- パヴィーア・ディ・ウディーネ
- ウーディネ

### 気候分類・地震分類
ポッツオーロ・デル・フリウーリにおけるイタリアの気候分類 (it) および度日は、zona E, 2281 GGである。
また、イタリアの地震リスク階級 (it) では、zona 3 (sismicità bassa) に分類される。

## 行政

### 分離集落
ポッツオーロ・デル・フリウーリには、以下の分離集落（フラツィオーネ）がある。
- Pozzuolo, Cargnacco, Carpeneto, Sammardenchia, Terenzano, Zugliano

## 姉妹都市
- サンタ・フィオーラ、イタリア